# Joshua Stritzinger
Joshua Stritzinger (* 6. Dezember 1995 in Karlsruhe) ist ein ehemaliger deutscher Radrennfahrer.

## Sportliche Laufbahn
2013 belegte Joshua Stritzinger beim Einzelzeitfahren der Straßenweltmeisterschaften in der Toskana Platz vier, in der Gesamtwertung der Internationalen Friedensfahrt der Junioren wurde er Zweiter. 2015 wurde er gemeinsam mit den Fahrern von des rad-net Rose Teams deutscher Meister im Mannschaftszeitfahren. Im selben Jahr startete er bei der Vuelta a Castilla y León in Spanien und musste die Rundfahrt nach einem schweren Sturz aufgeben.
2017 wurde Stritzinger erneut deutscher Mannschaftsmeister, dieses Mal mit dem Team Lotto–Kern Haus.

## Erfolge
2015
- Deutscher Meister – Mannschaftszeitfahren

2017
- Deutscher Meister – Mannschaftszeitfahren

## Teams
- 2014 rad-net Rose Team
- 2015 rad-net Rose Team
- 2016 Christina Jewelry Pro Cycling
- 2017 Team Lotto–Kern Haus
- 2018 Dauner D&DQ Akkon (bis 12. März)